# Jindřich Honzl

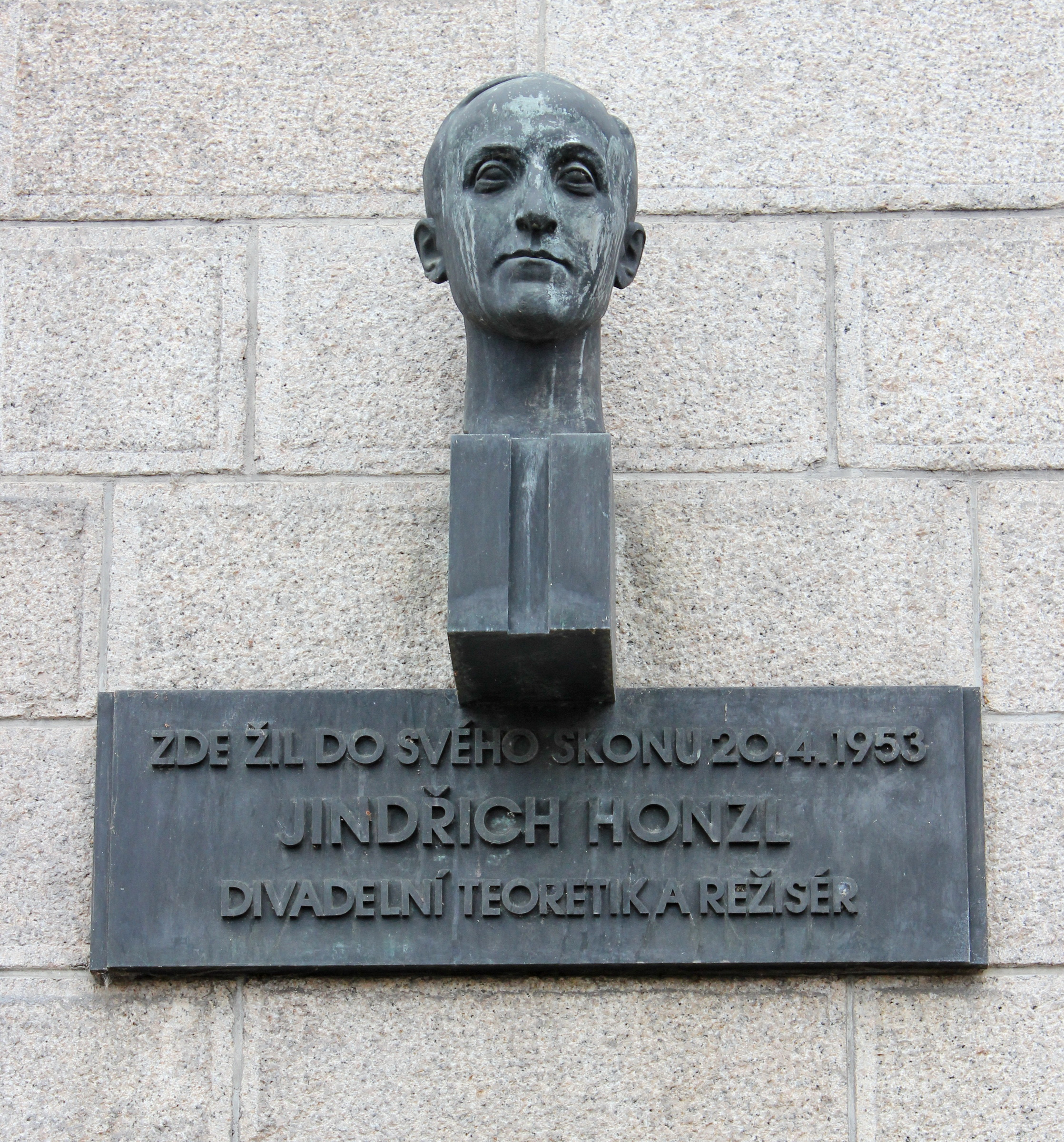
Milan Knobloch: Jindřich Honzl (Prag)

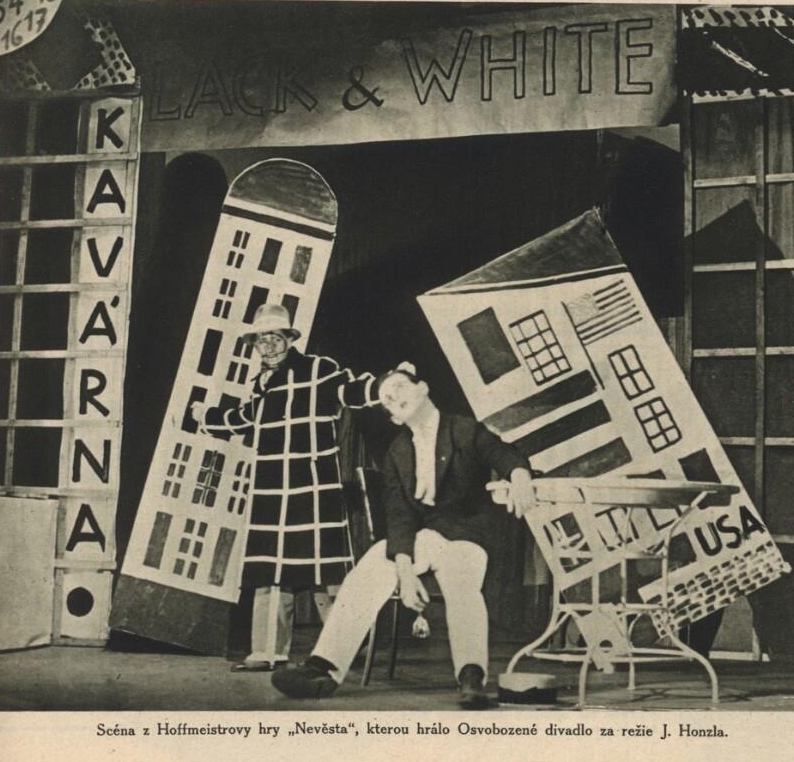
Bild aus einer Inszenierung von Honzl im Osvobozené divadlo (1927)

Jindřich Honzl (geboren 14. Mai 1894 in Humpolec, Österreich-Ungarn; gestorben 20. April 1953 in Prag) war ein tschechischer Regisseur und Theatertheoretiker.

## Leben
Jindřich Honzl war in den 1920er Jahren an verschiedenen Literatur- und Theaterprojekten in Prag beteiligt. Er wurde Mitglied der Literatengruppe Devětsil und gründete und betrieb in wechselnder Zusammenarbeit mit Jiří Frejka und Emil František Burian das Osvobozené divadlo (Befreites Theater) und das Theater Da-Da.
Er führte Regie und schrieb Texte zur Theatertheorie des Avantgardetheaters. Er inszenierte Chorauftritte und Massenszenen und entwickelte als Stilmittel die dramatische Montage. 1934 entstand unter seiner Mitwirkung das Nové divadlo als experimentelle Bühne.
Honzl beteiligte sich an den Diskussionen der
Prager Schule, die 1926 als „Prager sprachwissenschaftlicher Kreis“ institutionalisiert wurde.
Während der deutschen Besetzung Tschechiens ab März 1939 versuchten Regisseure wie Emil František Burian, Karel Dostal und Jiří Frejka in ihrer Regiearbeit mit versteckten Anspielungen, mit Betonungen und Dehnungen in der Sprache und gleichzeitiger Mimik und Gestik dem Publikum Zeichen des Widerstands zu zeigen, was allerdings den Spitzeln nicht verborgen blieb. Honzl wurde vom Verlag Borový, der eine Theaterlizenz hatte, 1939 mit der Leitung des Divadélko pro 99 betraut. Honzl wurde für seine Arbeit von der ns-treuen Kollaborationspresse angegriffen und er gab 1941 im  Protest gegen die Verhaftung Burians diese Tätigkeit auf.
Nach der Befreiung 1945 wurde er in der kommunistischen Tschechoslowakei  1948 Intendant der Schauspielbühne des Staatstheaters (Národní divadlo). Er inszenierte in modernen Theaterformen Stücke tschechischer Autoren des 19. Jahrhunderts wie Josef Kajetán Tyl, Václav Kliment Klicpera, Vilém Mrštík und brachte Vítězslav Nezval und internationale Autoren wie Guillaume Apollinaire, Jean Cocteau und Alfred Jarry auf die Bühne. Der von der kommunistischen Staatsführung verlangten stärkeren Berücksichtigung sowjetischer Gegenwartsautoren im Spielplan kam er nur in Maßen nach.

## Schriften (Auswahl)
- Roztočené jeviště, 1925
- Vznik moderního ruského divadla, 1928
- Sláva a bída divadel, 1937
- Dynamics of the Sign in Theatre (1940), Übersetzung ins Englische, in: George W. Brandt (Hrsg.): Modern theories of drama : a selection of writings on drama and theatre 1850–1990. Oxford: Clarendon Press, 1998, ISBN 0-19-871140-9, S. 269–278
- Román lásky a cti : Dramatická montáž. Prag: Borový, 1941
- K novému významu umění, 1956
- Základy praxe moderního divadla, 1963
- Divadélko pro 99. Prag: Orbis, 1964
- The Hierarchie of the Dramatic Device, in: Ladislav Matějka, Irwin R. Titunik (Hrsg.): Semiotics of art. Prague School contributions. Cambridge, Mass.: M.I.T. Press, 1976, ISBN 0-262-13117-X, S. 118–127
- Beiträge in der Theoriezeitschrift Otázky divadla a filmu